# Sohrab Moradi
Sohrab Moradi (pers. سهراب مرادی; ur. 22 września 1988 w Sedeh Lenjan) – irański sztangista, mistrz olimpijski i dwukrotny medalista mistrzostw świata. 
Na igrzyskach olimpijskich w Rio de Janeiro w 2016 roku wywalczył złoty medal w wadze półciężkiej. W zawodach tych wyprzedził na podium Wadzima Stralcou z Białorusi i Litwina Aurimasa Didžbalisa. Zdobył ponadto złote medale w tej samej kategorii wagowej na mistrzostwach świata w Anaheim w 2017 roku i podczas mistrzostw świata w Aszchabadzie rok później. Brał też udział w igrzyskach olimpijskich w Londynie w 2012 roku, jednak nie ukończył rywalizacji w wadze lekkociężkiej.

## Osiągnięcia
| Rok  | Zawody                      | Miasto         | Miejsce | Kategoria | Wynik  |
| ---- | --------------------------- | -------------- | ------- | --------- | ------ |
| 2016 | Letnie Igrzyska Olimpijskie | Rio de Janeiro | 1.      | do 94 kg  | 403 kg |
| 2017 | Mistrzostwa świata          | Anaheim        | 1.      | do 94 kg  | 417 kg |
| 2018 | Mistrzostwa świata          | Aszchabad      | 1.      | do 96 kg  | 416 kg |